# Massimo Brioschi
Massimo Brioschi (Monza, 14 marzo 1969) è un allenatore di calcio ed ex calciatore italiano.

## Caratteristiche tecniche

### Giocatore
In carriera è stato utilizzato prevalentemente come terzino sinistro. Tuttavia, nelle stagioni al Piacenza, è stato impiegato anche come mediano e come esterno destro di centrocampo.

## Carriera

### Giocatore
Cresciuto nel Monza gioca per questa squadra dal 1986 al 1991, Nella stagione 1987/1988 conquista la Coppa Italia di Serie C, battendo in finale il Palermo, e la promozione in Serie B. Con la maglia dei brianzoli disputa due campionati di Serie B tra il 1988 e il 1990.
Nell'estate 1991 passa al Piacenza, neopromosso in Serie B. Con la formazione emiliana conquista la promozione in Serie A al termine del campionato 1992-1993, alternandosi nel ruolo di terzino sinistro con Antonio Carannante. Esordisce in Serie A il 29 agosto 1993 in Piacenza-Torino 0-3, e mette a segno il primo ed unico gol nella massima serie nella trasferta di Lecce terminata 1-1. Nella stagione successiva, in Serie B, è titolare nella formazione che riconquista la Serie A, ma disputa una sola partita nel campionato di Serie A 1995-1996 a causa di un grave infortunio che lo tiene fuori per tutta la stagione.
Nella stagione successiva è poco utilizzato dal nuovo allenatore Bortolo Mutti, e in gennaio si trasferisce in Serie B al Padova, dopo 105 presenze e 3 reti in maglia piacentina. Anche a Padova è poco impiegato (6 presenze), e nel gennaio 1998 si accasa all'Ancona, dove disputa 14 partite in una stagione e mezza.
Conclude la carriera con le maglie di Rondinella, in Serie C2 e poi con Olginatese, Real Cesate e Rhodense in Eccellenza). Nel 2006 torna a giocare, disputando due stagioni nelle file del Real Besana Lesmo, formazione dilettantistica lombarda di Besana Brianza.
In carriera ha totalizzato 28 presenze con un gol in Serie A (tutte con il Piacenza), e 128 presenze con 2 reti in Serie B.

### Allenatore
Dopo il ritiro ha allenato nelle giovanili del Monza e della Folgore Verano, squadra di Verano Brianza militante in Eccellenza lombarda.
Dal 2011 allena i Giovanissimi della Caratese.

## Palmarès
- Campionato italiano di Serie B: 1

Piacenza: 1994-1995
- Campionato di Eccellenza Lombarda: 1

Olginatese: 2000-2001
- Coppa Italia Serie C: 2

Monza: 1990-1991
Monza: 1987-1988